# تشارلي زيفيتش
تشارلي زيفيتش (بالإنجليزية: Charley Zivic)‏ مواليد 31 يناير 1925 في بيتسبرغ - الوفاة 27 نوفمبر 1984 في بيتسبرغ، كان ملاكم محترف أمريكي صنّف ضمن فئة الوزن المتوسط.

## إحصائيات
خاض خلال مسيرته 59 نزالا، فاز في 42 وتعادل في 4 وخسر في 13. فاز بالضربة القاضية في 14 نزالا.

## روابط خارجية
- تشارلي زيفيتش على موقع بوكس ريك (الإنجليزية) (registration required)